# Lo Mejor De... David Bisbal
Lo Mejor De... David Bisbal é o quarto álbum de compilação do cantor e compositor espanhol David Bisbal. Foi lançado em 2013 pela Universal Music. 

## Faixas
1. Esclado de Sús Besos
2. Lloraré las Penas
3. Ave María
4. Silencio
5. Como Olvidar
6. Sin Mirar Atrás
7. Un Amor Que Viene Y Vá
8. No Juegues Conmigo
9. Todo Por Ustedes
10. Premonición
11. Me Derrumbo (Crumbling)
12. Por Ti
13. Y Si Fuera Ella (Versão Acústica, do álbum Una Noche En El Teatro Real  lançado em 2011)